# Тета¹ Тельца
Для того чтобы посмотреть другие звездные системы с этим обозначением Байера,  см. Тета Тельца
Тета1 Тельца (θ1 Тельца, Theta1 Tauri, θ1 Tauri, сокращ.  θ1 Tau, Theta1 Tau) — спектрально-двойная звезда в  зодиакальном созвездии Тельца, являющаяся членом рассеянного звёздного скопления Гиады. Звезда имеет видимую звёздную величину +3.84m  и, согласно шкале Бортля, видна невооружённым глазом даже на внутригородском небе (англ. Inner-city sky).
Из измерений параллакса, полученных во время миссии Gaia  известно, что звёзды удалены примерно на 152 св. лет (46,7 пк) от Земли. Звезда наблюдается севернее 75° ю.ш., то есть звезда видна практически на всей территории обитаемой Земли, за исключением полярных областей Антарктиды. Лучшее время наблюдения — ноябрь.
Звезда Тета1 Тельца движется очень быстро относительно Солнца: её радиальная гелиоцентрическая скорость равна 40 км/с, а также это значит, что звезда удаляется от Солнца. Звездная система приближалась к Солнцу на расстояние 82,84 св. лет примерно 849 000 лет назад, когда она увеличила свою яркость на величину 1,39m до величины 2,45m (то есть светила как Эта Большого Пса светят сейчас), причём компонент B увеличивал свою яркость на величину 1,29m до величины 6,01m (то есть светил, тогда как примерно 79 Рака светит сейчас) и был виден  невооружённым глазом.
По небосводу звезды движутся на юго-восток, проходя по небесной сфере 0,1275 ″ в год. Средняя пространственная скорость Тета1 Тельца имеет компоненты (U, V, W)=( -41.6, -19.5, -0.3), что означает U=−41,6 км/с (движется по направлению от галактического центра), V=−19,5 км/с (движется против направления галактического вращения) и W=−0,3 км/с (движется в направлении южного галактического полюса).

## Имя звезды
Тета1 Тельца (латинизированный вариант лат. Theta1 Tauri, θ1 Tauri) является обозначением Байера, данным им звезде в 1603 году. Хотя звезда и имеет обозначение θ (Тета — 8-я буква греческого алфавита), однако сама звезда — 14-я по яркости в созвездии. 77 Тельца (латинизированный вариант лат. 77 Tauri ) является обозначением Флемстида.
Обозначения компонентов как Тета1  Тельца Aa, Ab вытекают из конвенции, используемой Вашингтонским каталогом визуально-двойных звёзд (WDS) для звёздных систем, и принятого Международным астрономическим союзом (МАС).

## Свойства кратной системы
Пара Тета1 Тельца Aa и Тета1 Тельца Ab являются широкой спектрально-двойной парой звезд, в которой компоненты имеют период обращения равный 6091 дн.  что соответствует большой полуоси орбиты между компаньонами, по крайней мере, 9,06 а.е.  (для сравнения радиус орбиты Сатурна равен 9,54 а.е. и период обращения равен 10 759,22 дней). У системы довольно большой эксцентриситет, который равен  0,597. Таким образом, в процессе вращения вокруг общего барицентра звёзды, то сближаются на расстояние 3,65 а.е. (то есть почти до орбиты астероида внешней части пояса астероидов Эль-Леонсито), то удаляются на расстояние 14,47 а.е. (для сравнения радиус орбиты Урана равен 19,2 а.е.). Наклонение  в системе очень большое — 88° к линии визирования, то есть мы видим систему практически с ребра.
Пара Тета1 Тельца Aa-Ab и пара Тета2 Тельца Aa-Ab отдалены друг от друга на угловое расстояние в 347,9 ″ (как это видится с Земли), что соответствует физическому расстоянию между звёздными парами, по крайней мере, 5,1 св. года.
Если мы будем смотреть со стороны Тета1 Тельца Aa на Тета1 Тельца Ab, то мы увидим жёлто-белую звезду, которая светит с яркостью -22.83m, то есть с яркостью 0,027 светимости Солнца (в среднем, в зависимости от положения звезды на орбите). Причём угловой размер звезды будет — 0.07°, что составляет 14% углового размера нашего Солнца. Если же мы будем смотреть со стороны Тета1 Тельца Ab на Тета1 Тельца Aa, то мы увидим жёлтую звезду, которая светит с яркостью -26.39m, то есть с яркостью 0,72 от светимости Солнца (в среднем, в зависимости от положения звезды на орбите). Причём угловой размер звезды будет — 0,59°, что составит 118% от размеров Солнца. Более точные параметры звёзд приведены в таблице:
| | В периастре (3,65 а.е.)       | В периастре (3,65 а.е.) | В периастре (3,65 а.е.)        | В периастре (3,65 а.е.) | В апоастре (14,47 а.е.)       | В апоастре (14,47 а.е.) | В апоастре (14,47 а.е.)        | В апоастре (14,47 а.е.) |
| m | {\displaystyle L_{\bigodot }} | D°                      | {\displaystyle D_{\bigodot }}% | m                       | {\displaystyle L_{\bigodot }} | D°                      | {\displaystyle D_{\bigodot }}% |                         |
| --- | ----------------------------- | ----------------------- | ------------------------------ | ----------------------- | ----------------------------- | ----------------------- | ------------------------------ | ----------------------- |
| Aa→Ab | -24.81                        | 0,17                    | ~0,18°                         | ~36%                    | -21.82                        | 0,01                    | ~0.05°                         | 9,1%                    |
| Ab→Aa | -28.27                        | 4,00                    | 1,54°                          | 308%                    | -25.38                        | 0,28                    | ~0,39°                         | 77,7%                   |
| - m — видимая звёздная величина; - {\displaystyle L_{\bigodot }} — светимость, выраженная в светимостях Солнца; - D° — угловой диаметр звезды выраженный в градусах (угловой диаметр Солнца — 0,5°); - {\displaystyle D_{\bigodot }}% — диаметр звезды выраженный в процентах от диаметра Солнца; |                               |                         |                                |                         |                               |                         |                                |                         |

Если мы будем смотреть со стороны пары Тета1 Тельца Aa-Ab на пару Тета2 Тельца Aa-Ab, то мы увидим пару бело-жёлтых звёзд, одна из которых светит с яркостью -4.04m, вторая -3.97m, соответственно,  то есть с яркостью 0,5 венер в максимуме. Причём угловой размер первой звезды (в среднем) будет —25.68 mas, что составляет 0,0014% от диаметра нашего Солнца, а второй звезды (в среднем) будет — 15,76 mas, что составляет 0,0008% от диаметра нашего Солнца, соответственно. При этом максимальное угловое расстояние между звёздами будет ~2 ′.
И, наоборот, если мы будем смотреть из окрестностей компонента Тета2 Тельца на Тета1 Тельца Aa-Ab, то мы увидим пару звёзд: жёлтую и жёлто-белую, одна из которых светит с яркостью -3.49m, то есть с яркостью 0,34 венер в максимуме, а другая с яркостью -0,03m, то есть с яркостью 0,8 сатурнов (с кольцами) в максимуме, соответственно. Причём угловой размер первой звезды (в среднем) будет — 15,58 mas, что составляет 0,00087% от диаметра нашего Солнца, а второй звезды (в среднем) будет — 7,23 mas, что составляет 0,0004% от диаметра нашего Солнца, соответственно. При этом максимальное угловое расстояние между звёздами будет ~20 ′.
Тета1 Тельца демонстрирует лёгкую переменность: во время наблюдений яркость звезды колеблется на 0.21m, без какой-либо периодичности (скорее всего у звезды несколько периодов), тип переменной так же не определён.

### Свойства звезды Тета1Тельца Aa
Тета1 Тельца Aa — судя по её массе, которая равна 2,67 {\displaystyle M_{\bigodot }} звезда начала свою жизнь как карлик спектрального класса A0, радиус звезды тогда был  1,9 {\displaystyle R_{\bigodot }}, а температура поверхности тошда была порядка 10 000 К. Однако, в процессе эволюции, когда в её ядре закончился водород и звезда перешла к стадии тройной гелиевой реакция, радиус звезды очень сильно увеличился, а температура звезды сильно упала.  Сейчас звезда излучает энергию со своей внешней атмосферы при эффективной температуре около 5080 К, что придаёт ей характерный жёлтый цвет гиганта спектрального класса G9IIIFe-0.5, который свидетельствует о том, что в спектре звезды присутствует дефицит железа.
В связи с большой светимостью звезды её радиус может быть измерен непосредственно, и такая попытка была сделана в 1922 году датским астрономом Эйнаром Герцшпрунгом, но поскольку звезда была спектрально-двойная (об этом стало известно в 1989 году), то измерение радиуса произошло с ошибками. Данные об этом измерении приведены в таблице:
| Имя звезды   | Год  | m    | Спектр | D (mas) | Rабс ({\displaystyle R_{\bigodot }}) | Комм.  |
| Тета1 Тельца | 1922 | 4.04 | K0     | 4.0     | 7.7                                  | [ 19 ] |
| Тета1 Тельца | 1946 | 3.90 | K0III  | 2.3     | —                                    | [ 20 ] |
| Гиады B 71   | 1972 | 3.85 | G9III  | 2.8     | 1.2                                  | [ 21 ] |
| Тета1 Тельца | 1979 | 3.85 | G9III  | 2.2     | 8.5                                  | [ 22 ] |
| 77 Тельца    | 1980 | 3.85 | K0III  | 1.5     | —                                    | [ 23 ] |
| Тета1 Тельца | 1981 | 3.58 | K0IIIB | 2.2     | 5.4                                  | [ 24 ] |
| 77 Тельца    | 1982 | 3.85 | K0IIIB | 3.4     | —                                    | [ 25 ] |
| Гиады B 71   | 1982 | 3.85 | K0IIIB | —       | 1.3                                  | [ 26 ] |
| Тета1 Тельца | 1982 | 3.84 | K0III  | 2.7     | —                                    | [ 27 ] |

Сейчас мы знаем, что радиус звезды равен  10,55 {\displaystyle R_{\bigodot }}, то есть измерение 1979 года было, довольно  адекватным, но недостаточно точным. Звезда имеет поверхностную гравитацию, характерную для гигантов —3,21 СГС или 16,2 м/с2, то есть в 17 раз меньше, чем на Солнце (274,0 м/с2).
Светимость звезды равна 71 {\displaystyle L_{\bigodot }}. Светимость звезды, вычисленная из закона Стефана — Больцмана, должна быть равна  66,41 {\displaystyle L_{\bigodot }}. Звёзды, имеющие планеты, имеют тенденцию иметь большую металличность по сравнению Солнцем и Тета1 Тельца Aa имеет значение металличности равное +0.14, то есть примерно 138% от соднечного значения, что равно металличности Гиад. Сейчас Тета1 Тельца Aa вращается со скоростью 1,4 км/с, что даёт период вращения звезды — 392
дней или 13 месяцев. Если ось вращения наклонена так же, как и орбитальная ось спутника (88° к линии визирования), что кажется вероятным, то это также истинный период вращения.
Звезда Тета1 Тельца Aa, как и вся звездная система уже сисльно проэволюционировала и её текущий возраст равен 510 млн. лет, однако, на самом деле он должен быть равен возрасту Гиад, то есть быть 625 млн. лет.  Также известно, что звёзды с массой 2,67 {\displaystyle M_{\bigodot }} живут на главной последовательности порядка 639 млн. лет, то есть масса Тета1 Тельца Aa  занижена (на несколько процентов). Скоро (через несколько миллионов лет) звезда станет настоящим красным гигантом,при этом она скорее всего поглотит вторичный компонент Тета1 Тельца Ab, а затем, сбросив внешние оболочки, станет белым карликом.

### Свойства звезды Тета1Тельца Ab
О вторичном компоненте системы Тета1 Тельца, неизвестно ничего, кроме его видимой звёздной величины, которая равна +7.30m, откуда можно вычислить его  абсолютную звёздную величину, которая равна +3.95m. Подобная абсолютная звёздная величина характерная для звёзд главной последовательности спектрального класса F7-F8 (например, таким как Ипсилон Андромеды), что указывает на то, что водород в ядре звезды ядерным «топливом», то есть звезда находится на главной последовательности. Для подобных звёзд характерна масса, которая равна 1,16 {\displaystyle M_{\bigodot }}Таблицы VII и VIII. Радиус подобных звёзд должен быть равен 1,24 {\displaystyle R_{\bigodot }}, светимость оценивается в 2,3 {\displaystyle L_{\bigodot }}, а эффективная температура около 6400 К.
Тета1 Тельца Ab находится   ниже зоны существования  «скорости отрыва», которая приходится на спектральный класс F5. Выше него горячее звезды вращаются намного быстрее в результате падения их внешних конвективных слоев. Правда в результате генерирации магнитные поля, в сочетании со звёздными ветрами их вращение замедляется со временем. Сейчас Тета1 Тельца Ab должна вращается со скоростью порядка 10 км/с, что даёт период вращения звезды порядка — 6 дней.

### Комментарии
1. ↑  Расстояние рассчитано по приведённому значению параллакса
2. 1 2  Абсолютная звёздная величина вычисляется по формуле:: {\displaystyle M=m-5\lg {\frac {d}{d_{0}}}}, где {\displaystyle m} — видимая звёздная величина, {\displaystyle d} — расстояние до объекта в пк, {\displaystyle d_{0}=}10 пк
3. 1 2 3 4 5 6 7 8  Угловой диаметр (δ) вычисляется по формуле:
{\displaystyle \delta =2\arctan \left({\frac {R_{\mathrm {S} }}{d_{\mathrm {S} }}}\right)}, где RS — радиус звезды, выраженный в а.е.; dS — расстояние до звезды, выраженное в а.е.